# اشلی اولسن
اشلی اولسن (به انگلیسی: Ashley Olsen) (زاده: ۱۳ ژوئن ۱۹۸۶) بازیگر، طراح مد، تهیه‌کننده و نویسنده آمریکایی است. او مؤسس برند تجملاتی مد The Row است.
او خواهر مری کیت اولسن و الیزابت اولسن است.
ازجمله فیلم‌هایی که او در آن بازی کرده میتوان به دقیقه نیویورک و پای هر دو گیر است اشاره کرد.

## جستار ویژه
- مری کیت اولسن
- الیزابت اولسن
- مری کیت و اشلی اولسن